# Love, Weddings & Other Disasters
Love, Weddings & Other Disasters (bra:Amor, Casamentos e Outros Desastres) é uma comédia romântica de 2020 dirigida por Dennis Dugan. Foi lançado em 4 de dezembro de 2020, pela Saban Films. No Brasil, foi lançado pela California Filmes em 20 de maio de 2021. O filme segue a rotina de quatro pessoas em busca do amor.

## Elenco
- Diane Keaton - Sara
- Jeremy Irons - Lawrence Phillips
- Diego Boneta - Mack
- JinJoo Lee - Yoni
- Jesse McCartney - Lenny
- Veronica Ferres - Bev
- Dennis Staroselsky - Robert Barton
- Todd Stashwick - Zhopa
- Maggie Grace - Jessie
- Caroline Portu - Liz Rafferty
- Melinda Hill - Svetlana
- Andrew Bachelor - Capitão Ritchie
- William Xifaras - Menny
- Gail Bennington - Tina
- Elle King - Jordan
- Keaton Simons - guitarrista
- Dennis Dugan - Eddie Stone

## Recepção
No Rotten Tomatoes, o filme tem um índice de aprovação de 3% com base em 29 críticas que é seguido do consenso: "Uma comédia romântica apenas no sentido mais amplo, Love, Weddings & Other Disasters oferece um lembrete sério de que até estrelas como Diane Keaton e Jeremy Irons ocasionalmente fazem coisas desagradáveis para pagar as contas." 
Jeffrey Lyles publicou uma crítica positiva no Lyles' Movie Files chamando de "uma surpresa incrível e exatamente o tipo de filme de sentir bem que precisava para ser encerrado este ano.[2020]" Já Alonso Duralde, em sua crítica para TheWrap, foi menos elogioso chamando de "estúpido, sem charme, mal escrito, atuado com indiferença, horrivelmente filmado e geralmente odioso desperdício de 90 minutos."